# Bangkok, aller simple
Pour plus de détails, voir Fiche technique et Distribution.
Bangkok, aller simple (Brokedown Palace) est un film américain réalisé par Jonathan Kaplan en 1999.

## Résumé
Darlene et Alice sont amies depuis toujours; après avoir reçu leur diplôme, elles partent toutes les deux en Thaïlande, le pays dont le nom signifie « liberté ». Mais après un séjour agréable, leur voyage va mal tourner lorsqu'elles sont arrêtées en possession de drogue et emprisonnées dans ce pays qu'elles ne connaissent pas et dont elles ignorent la langue.

## Fiche technique
- Titre original : Brokedown Palace
- Titre français et québécois : Bangkok aller simple
- Réalisation : Jonathan Kaplan
- Scénario : Adam Fields et David Arata
- Direction artistique : Roy Lachica et Neil Lamont
- Décors : James William Newport
- Costumes : April Ferry
- Photo : Newton Thomas Sigel
- Montage : Curtiss Clayton
- Musique : David Newman
- Producteur : Adam Fields
- Distribution : 20th Century Fox
- Budget : 25 000 000 USD
- Pays d'origine :  États-Unis
- Langue : anglais - thaï
- Format : 2.35:1 - Format 35 mm - Couleur  Son Dolby Digital
- Dates de sortie : 
  -  Canada et  États-Unis : 13 août 1999 (première)
  -  France : 5 janvier 2000
  -  Belgique : 3 mai 2000

## Distribution
- Kate Beckinsale (VF : Barbara Tissier) : Darlene Davis
- Claire Danes (VF : Caroline Victoria) : Alice Marano
- Bill Pullman (VF : Michel Papineschi) : Hank Greene
- Lou Diamond Phillips (VF : Julien Kramer) : Roy Knox
- Jacqueline Kim (VF : Yumi Fujimori) : Yon Greene
- Daniel Lapaine (VF : Thierry Ragueneau) : Nick Parks
- Tom Amandes (VF : Pierre Dourlens) : Doug Davis
- Aimee Graham : Beth Ann Gardener
- Harry Northup (VF : Daniel Lafourcade) : Leon Smith
- Intira Jaroenpura : prisonnière Chub
- Paul Walker (VF : Patrick Mancini) : Jason (non crédité)

## Production

### Tournage
Bien que l'action se passe en Thaïlande, Bangkok, aller simple fut tourné aux Philippines en raison de la représentation défavorable de la Thaïlande, qui a interdit le film.

## Vidéographie
- Bangkok, aller simple - DVD Zone 2 édité par 20th Century Fox le 15 mai 2002[2].
- Bangkok, aller simple - DVD Zone 2 édité par Aventi Distribution le 7 avril 2009[3]